# Nový Hrozenkov
Nový Hrozenkov je městys, který se nachází v údolí Vsetínské Bečvy v okrese Vsetín ve Zlínském kraji na Valašsku. Žije zde přibližně 2 500 obyvatel.
Nový Hrozenkov je rozdělen do několika místních částí: Lušová, Břežitá, Čubov, Babínek, Vranča, Zavodí, Střed, Brodská, Horňansko a Čína. Nachází se v údolí Vsetínské Bečvy v geomorfologických celcích Javorníky a  Hostýnsko-vsetínská hornatina. Území obce se nachází u česko-slovenské státní hranice. 

## Název
Osada byla po založení zvána Nová dědina či Nová ves, od roku  1670 se objevuje jméno Rozinkov. Jméno bylo odvozeno od Rozíny Pethe z Heteše, manželky majitele panství Mikuláše Pázmány z Pánazu. Roku 1718 je poprvé doložena podoba Hrozinkov vzniklá přikloněním k obecnému hrozének. Od poloviny 18. století se užívala podoba Hrozenkov (ale německy i nadále většinou Hrosinkau) přizpůsobením ke jménu Starého Hrozenkova, od nějž od poloviny 19. století bylo jméno odlišováno přívlastkem Nový.

## Historie
První písemná zmínka o obci pochází z roku 1644. Do roku 1649 byla součástí obce Hovězí, od které se nejprve oddělilo 41 pasekářských usedlostí. Název obce se měnil a na současné podobě se ustálil počátkem 19. století. V důsledku těžkých životních podmínek koncem 19. století více než tisíc obyvatel emigrovalo do USA, převážně do Texasu. V letech 1861–1863 postavil v obci Samuel Reich sklářskou huť, která se stala prvním významným průmyslovým objektem. V roce 1949 se od Nového Hrozenkova oddělila část Karolinina Huť, která byla později přejmenována na Karolinku.
Nový Hrozenkov byl v roce 1948 poslední obcí v Československu, které byl udělen titul městyse, těsně před tím, než přestaly být v praxi historické statusy reflektovány.
S účinností od 31. října 2006 byl 26. října 2006 obci vrácen status městyse.

## Příroda
Městys Nový Hrozenkov se nachází v údolí Vsetínské Bečvy. Leží v regionu Valašsko. Velká část městyse je zalesněná, domy se zde nachází poblíž řek a potoků. Typickou stavbou byla dřevěnice, které vystřídaly pohodlnější rodinné domy. Oblast Nového Hrozenkova je hornatá s údolími vyhloubenými řekou Vsetínskou Bečvou a jejími přítoky. Leží na území CHKO Beskydy. Zajímavostí je také přírodní památka Brodská a památný Jilm u Brodského potoka, který je druhým nejmohutnějším jilmem v Česku. 

## Vzdělání
- Základní škola Nový Hrozenkov, okres Vsetín
- Mateřská škola Nový Hrozenkov

## Osobnosti
- Leon Körner (1892–1972), od roku 1939 dřevařský podnikatel v Kanadě
- Mojmír Trávníček (1931–2011), literární kritik a editor
- Otto Dov Kulka (1933–2021), izraelský historik, emeritovaný profesor Hebrejské univerzity v Jeruzalémě

## Pamětihodnosti
- Jilm u Brodského potoka
- Kostel svatého Jana Křtitele
- Památník národního umělce Antonína Strnadla
- Společný hrob a pomník partyzánů

## Služby
- Pošta Nový Hrozenkov
- Zdravotní středisko Nový Hrozenkov
- Charita Nový Hrozenkov
- Jednota SD Nový Hrozenkov
- Úřad městyse Nový Hrozenkov

## Řemesla a lidová tvořivost v Novém Hrozenkově
V obci žije a působí jeden z mála kolářů v České republice, pan Augustin Krystyník, který se zabývá zejména rekonstrukcemi starých zemědělských strojů, kočárů, hasičských stříkaček, atd. Paní Božena Vráželová vyrábí tradiční štípané smrkové holubičky. Oba tito lidé byli oceněni titulem "Nositel tradice lidových řemesel".

## Galerie

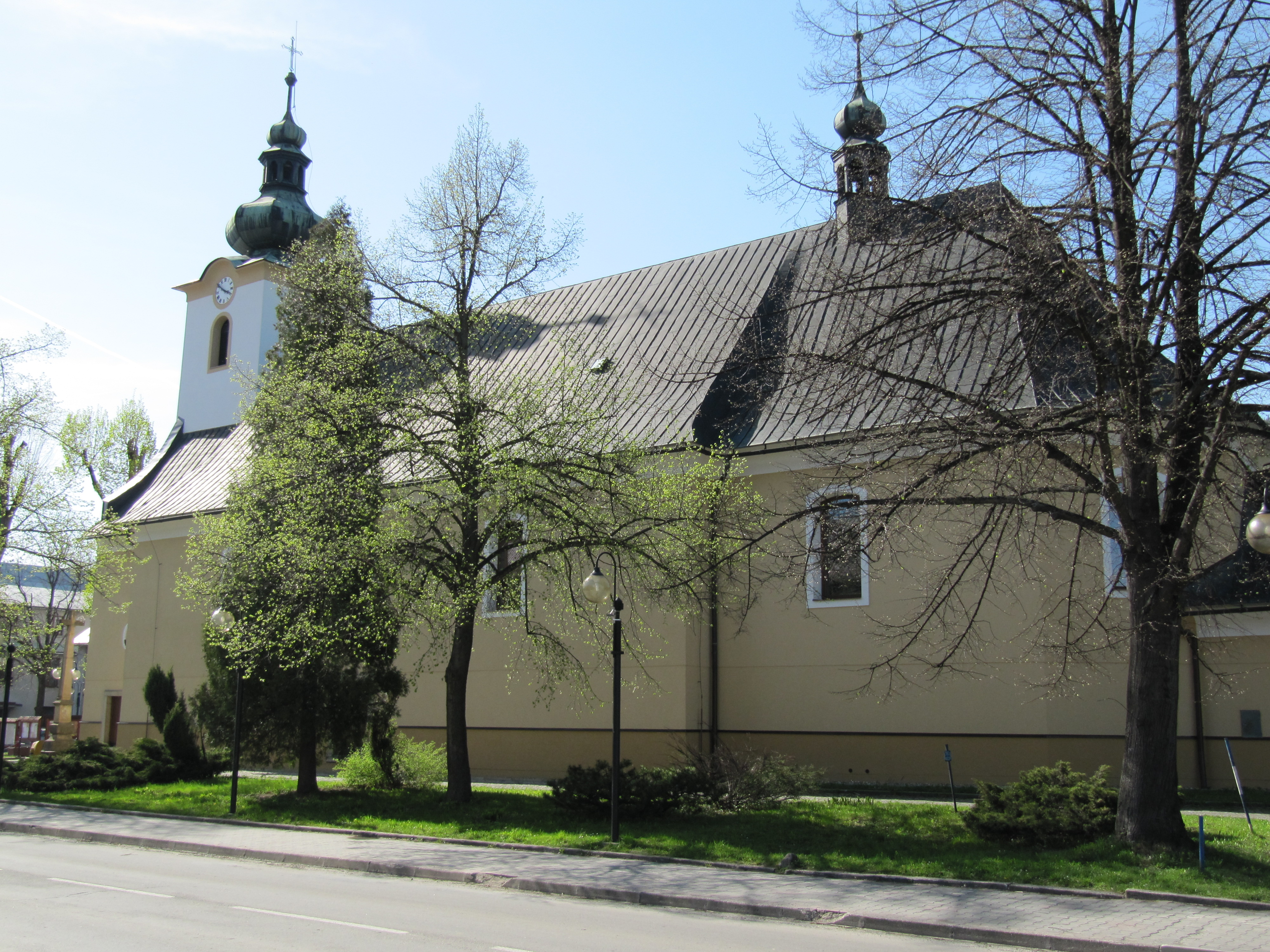
kostel sv. Jana Křtitele
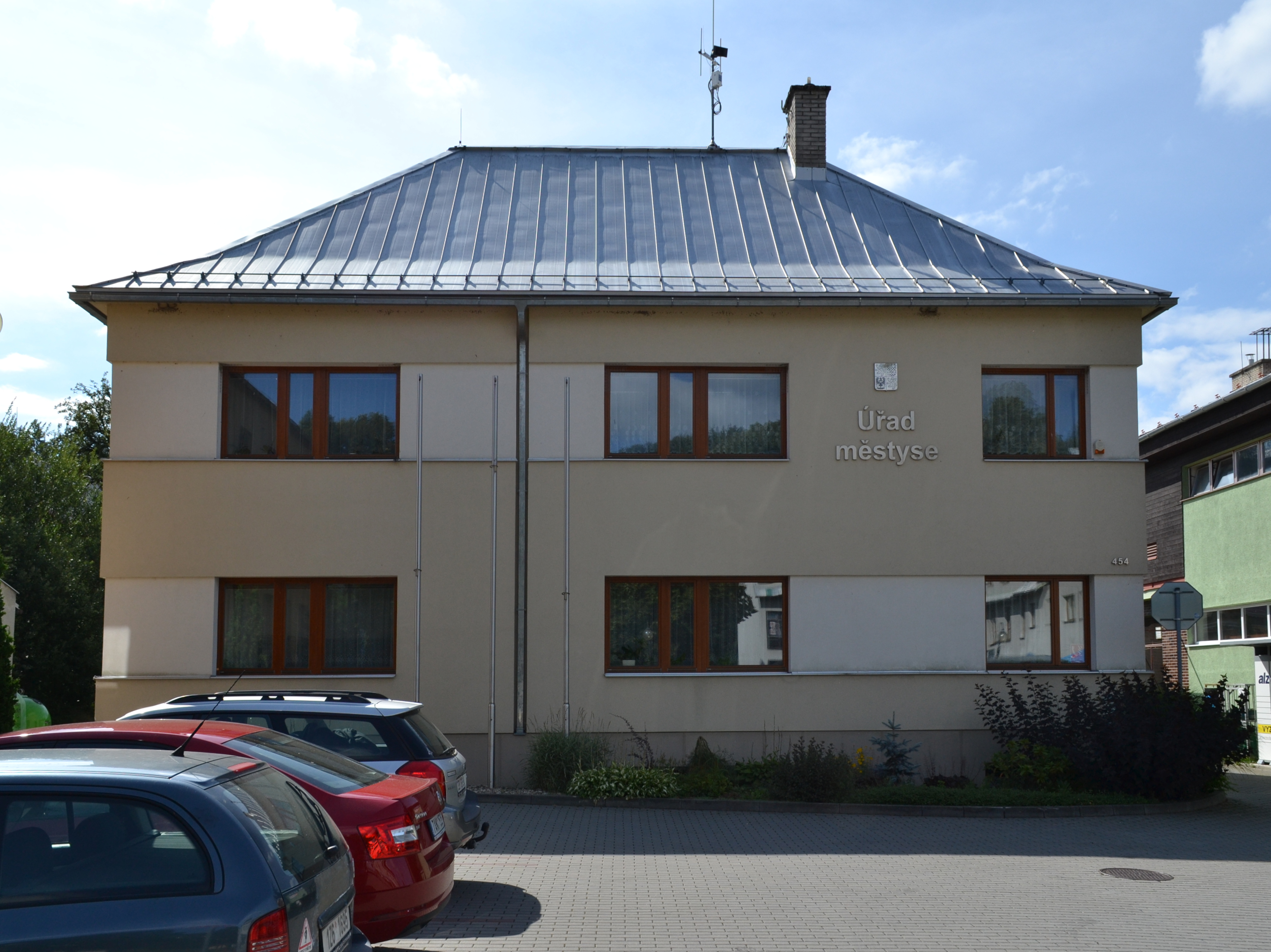
úřad městyse
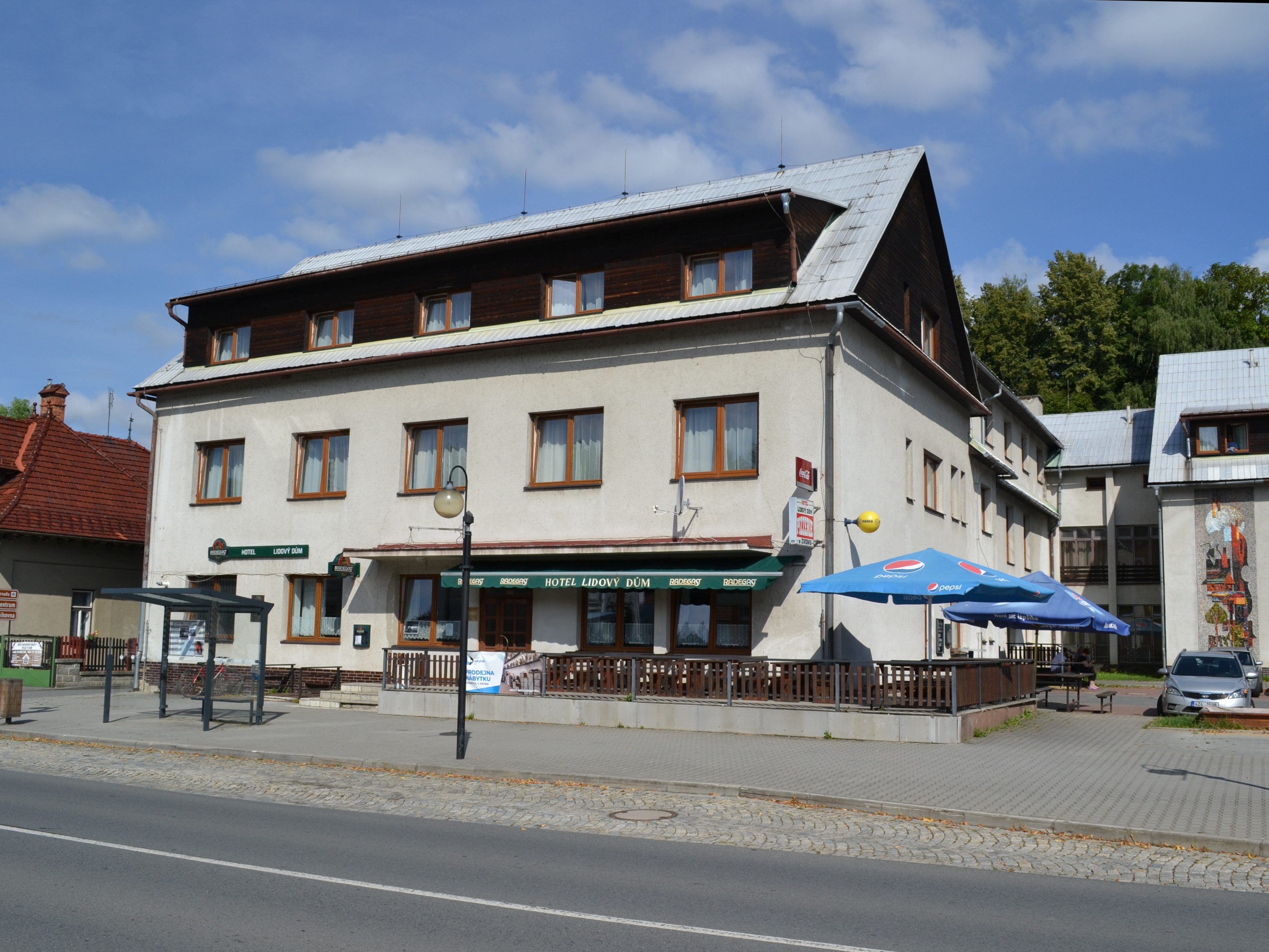
hotel Lidový dům
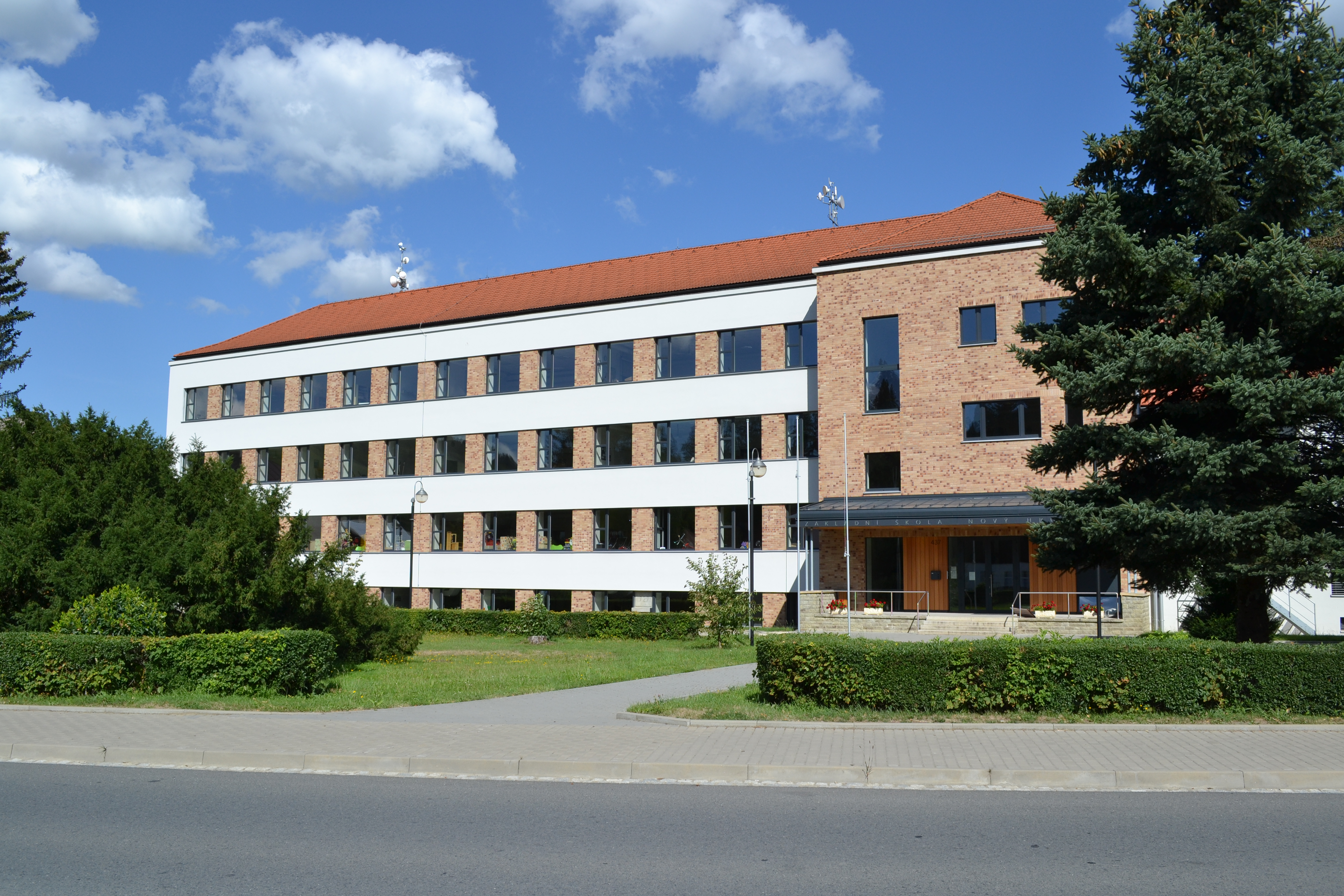
základní škola
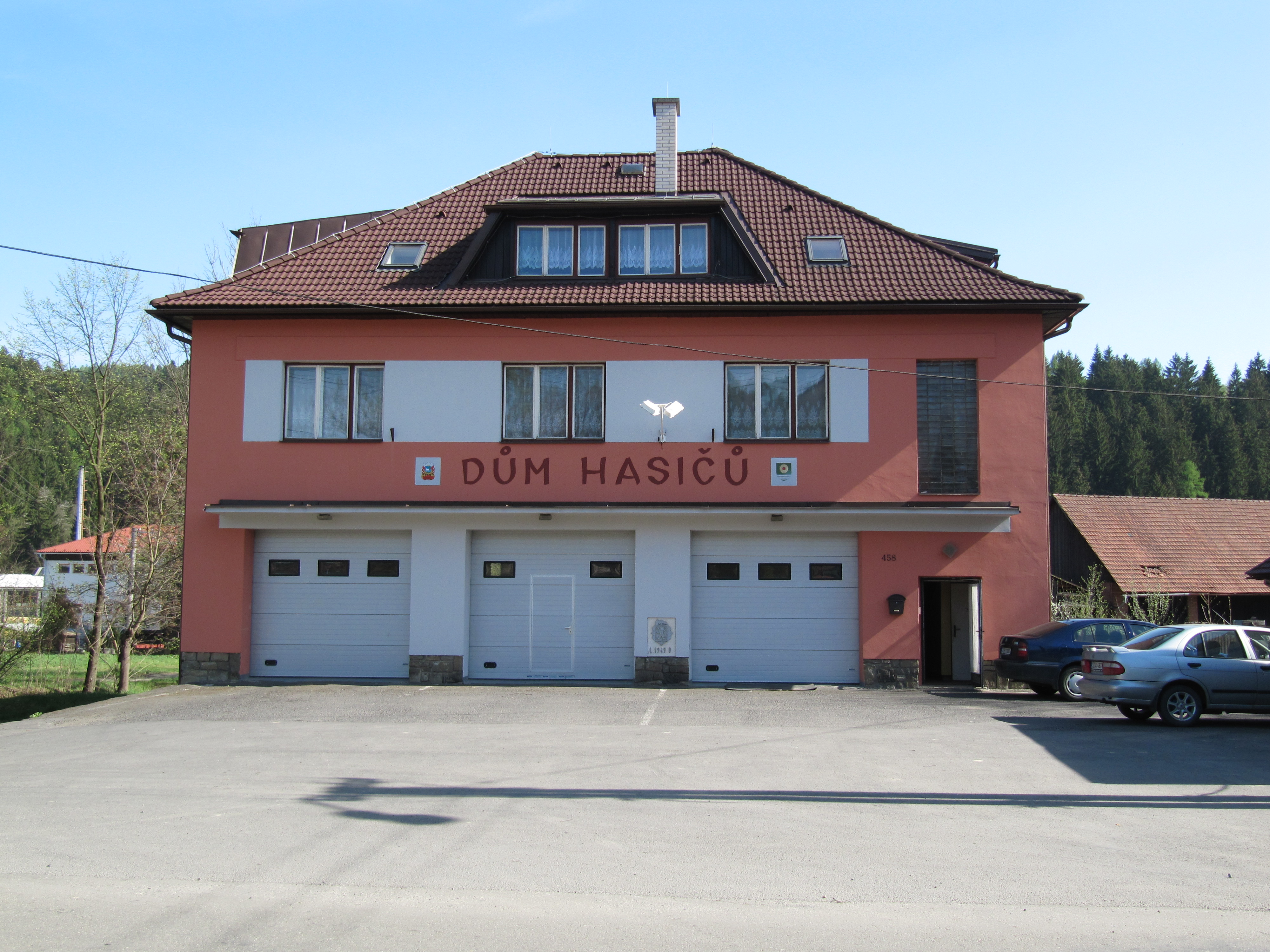
hasičská zbrojnice
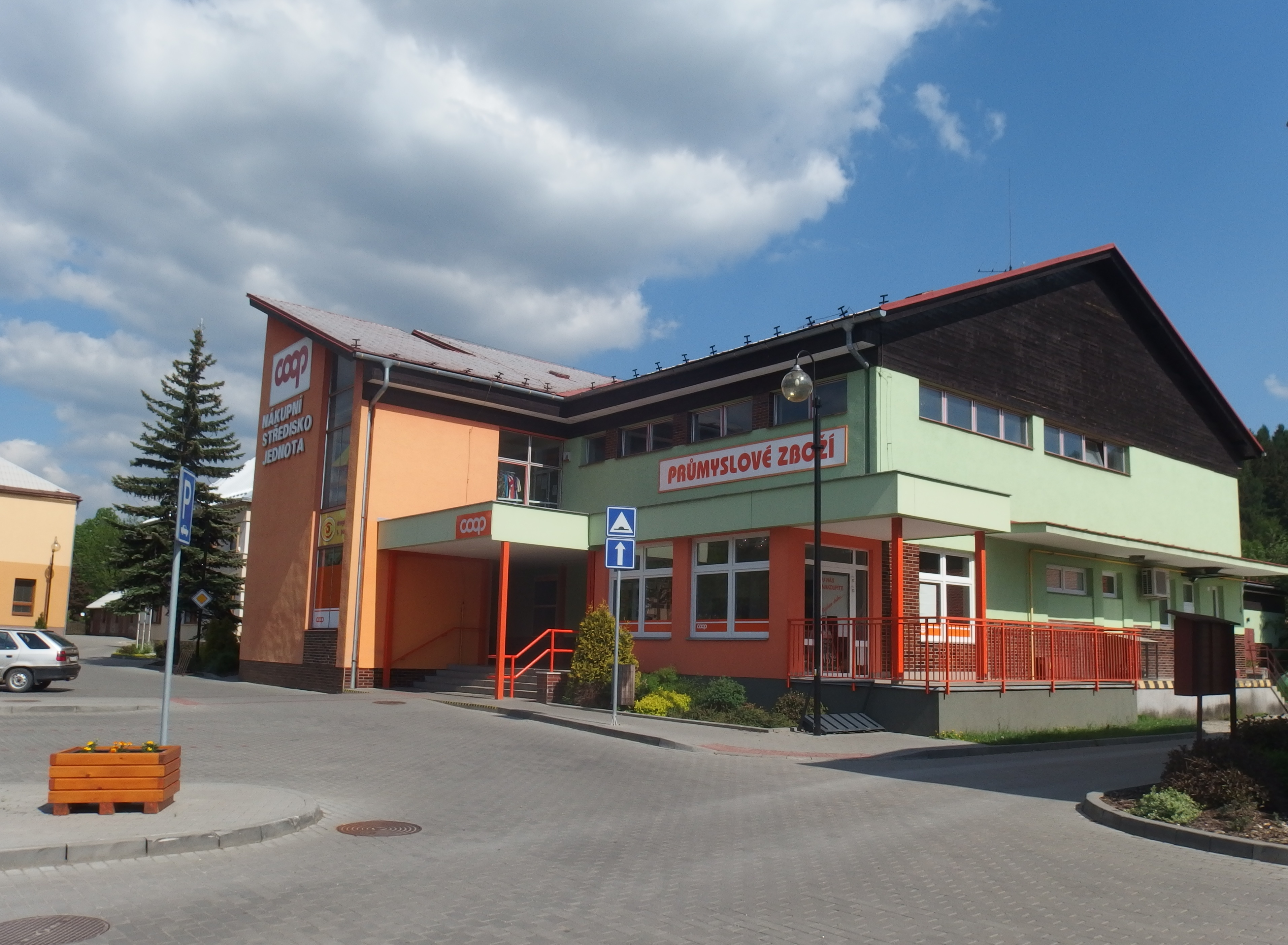
nákupní středisko
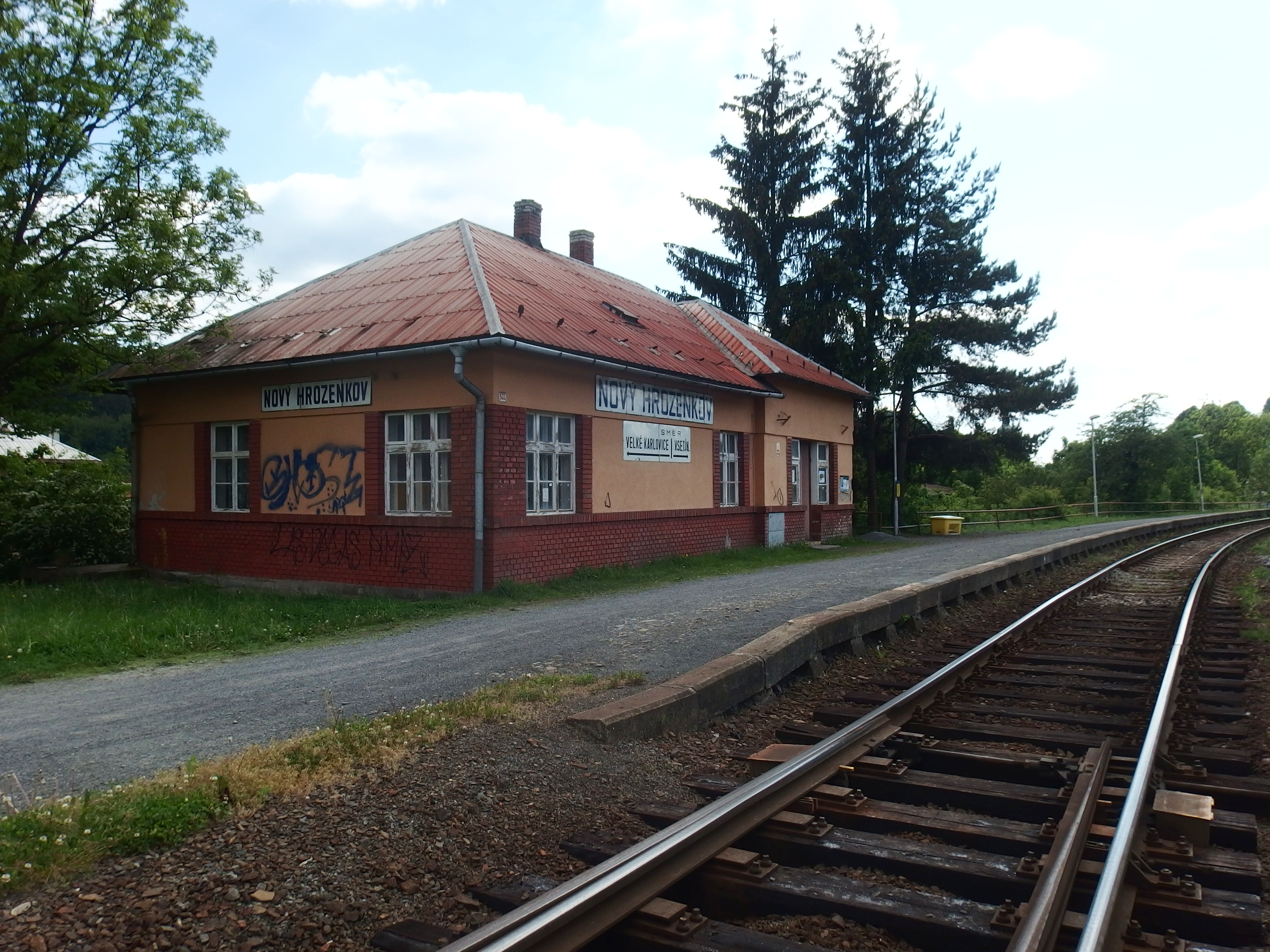
vlaková stanice
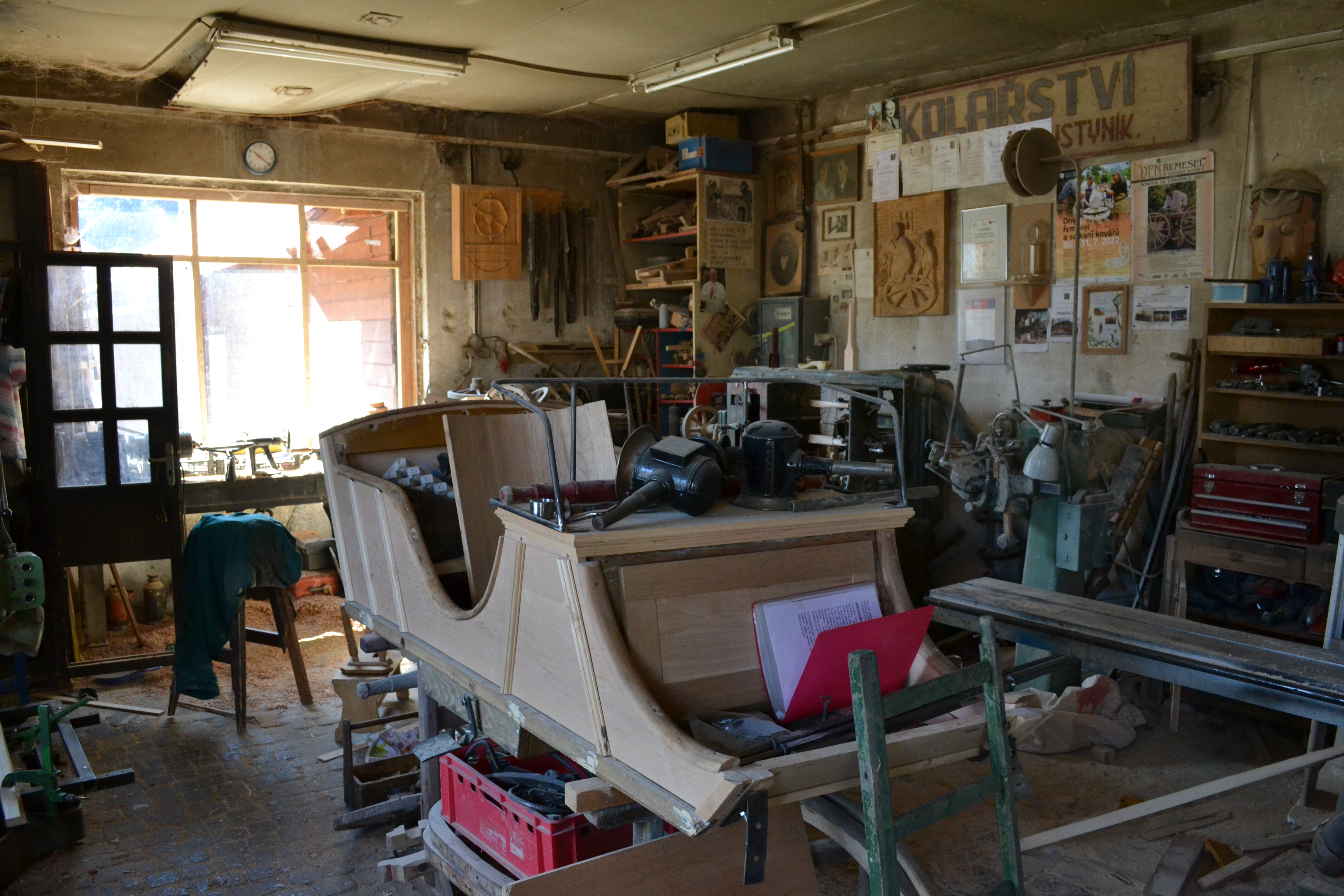
kolářská dílna Augustina Krystyníka
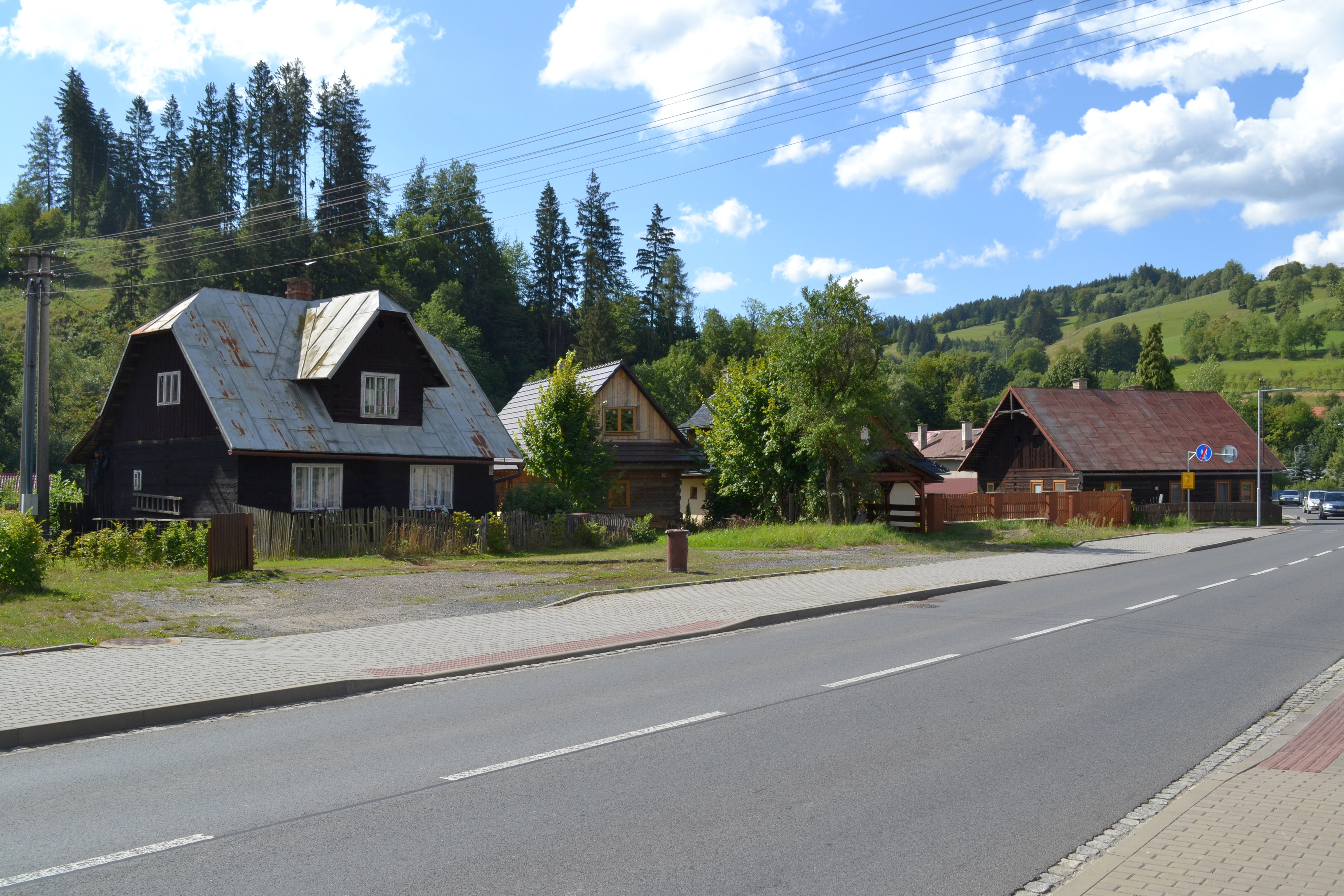
roubenky na hlavní ulici
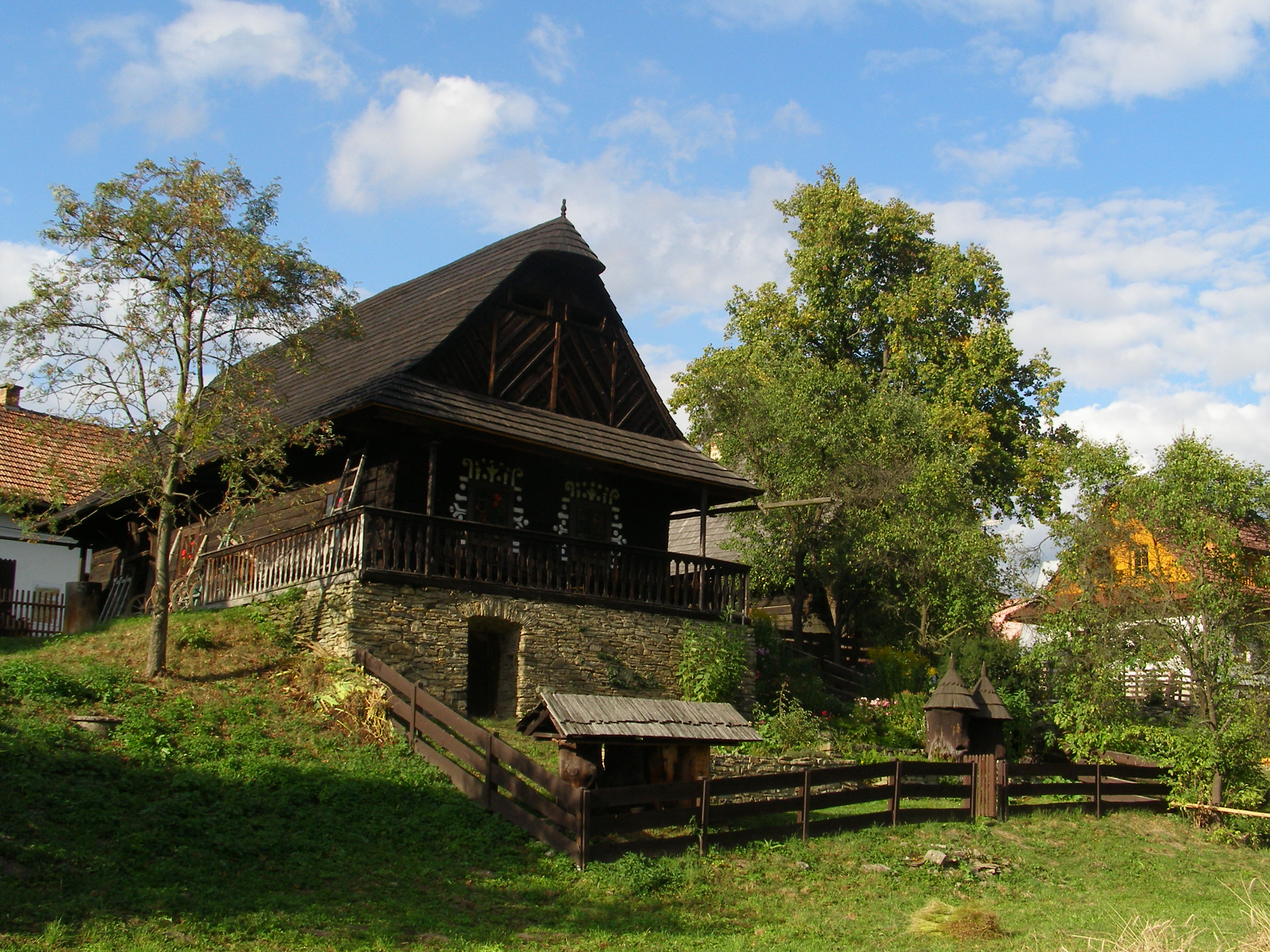
usedlost a památník Antonína Strnadla
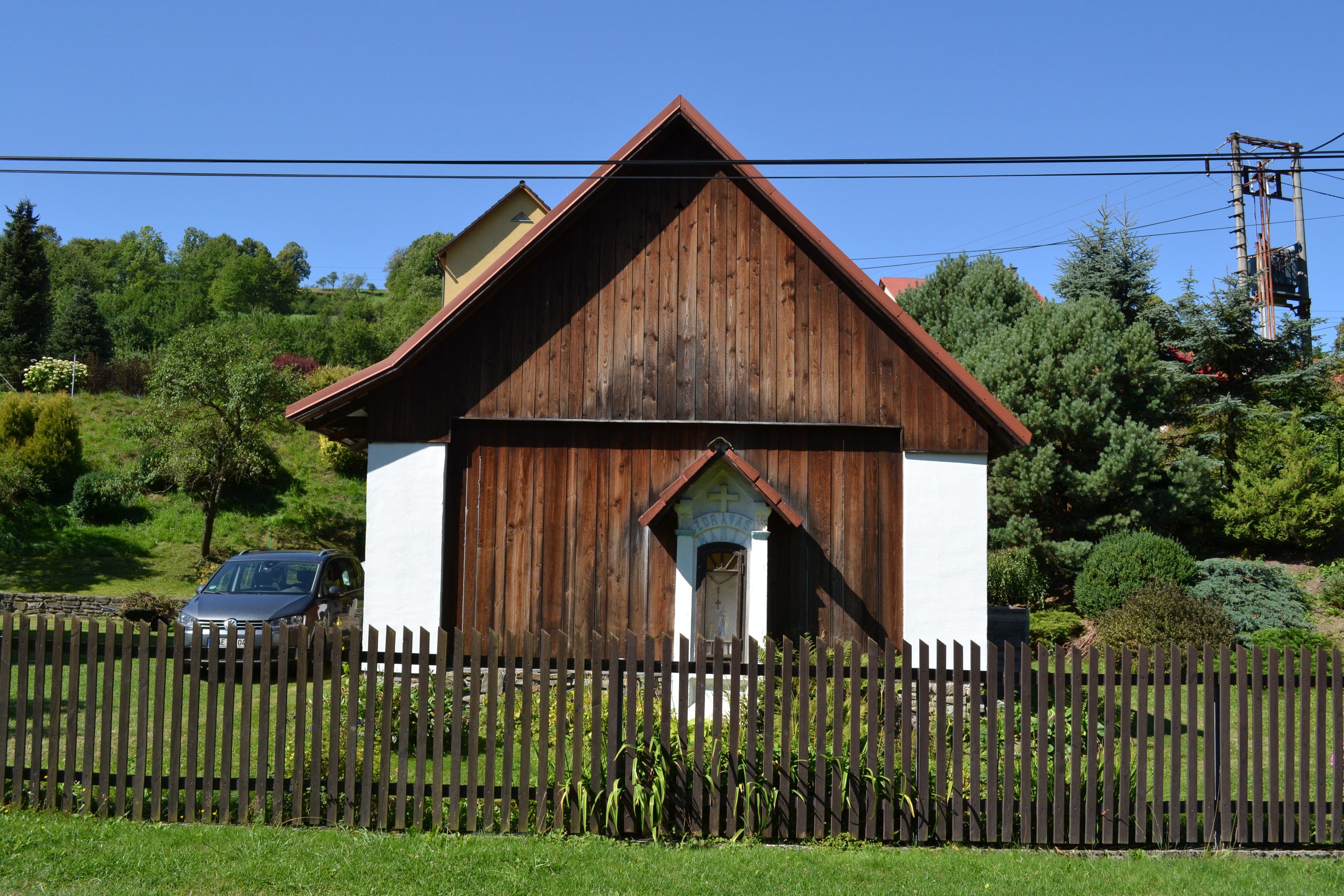
stodola s kapličkou
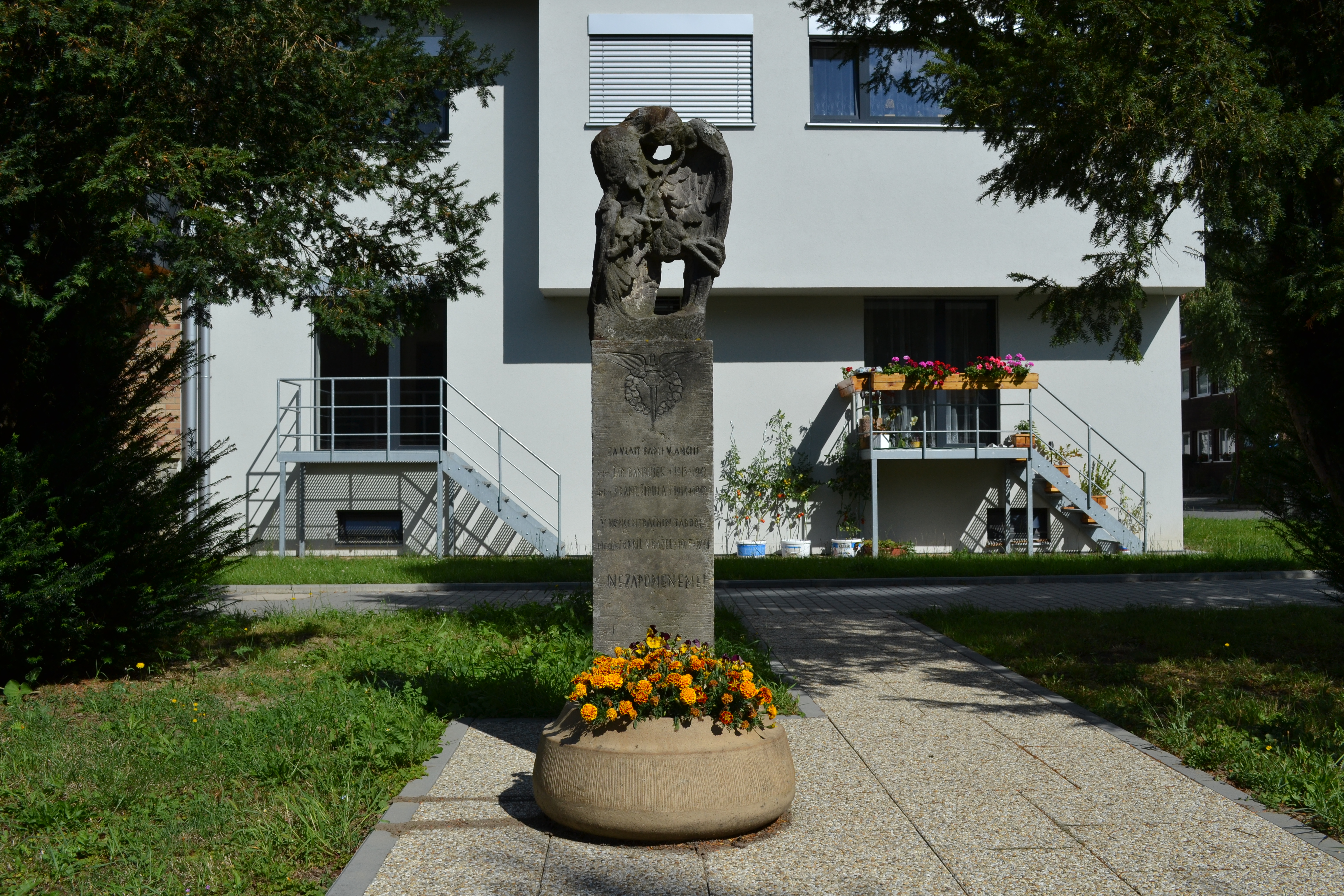
pomník padlých před školou